# Rocinela kapala
Rocinela kapala är en kräftdjursart som beskrevs av Bruce1988. Rocinela kapala ingår i släktet Rocinela och familjen Aegidae. Inga underarter finns listade i Catalogue of Life.